# Briosne-lès-Sables
Briosne-lès-Sables is een gemeente in het Franse departement Sarthe (regio Pays de la Loire) en telt 359 inwoners (1999). De plaats maakt deel uit van het arrondissement Mamers.

## Geografie
De oppervlakte van Briosne-lès-Sables bedraagt 9,7 km², de bevolkingsdichtheid is 37,0 inwoners per km².
De onderstaande kaart toont de ligging van Briosne-lès-Sables met de belangrijkste infrastructuur en aangrenzende gemeenten.

## Demografie
Onderstaande figuur toont het verloop van het inwonertal (bron: INSEE-tellingen).

1. ↑  Populations de référence 2022.